# 多貢杜奇
多貢杜奇（法語：Dogondoutchi）是尼日爾西南部的城市，由多索大區負責管轄，距離與尼日利亞接壤的邊界少於20公里，海拔高度227米，該地區的經濟活動以小規模農業為主，例如小米耕作和畜牧，2001年人口29,244。

## 外部連結
- Photo and satellite map of Dogon Doutchi Mountain
- MSN Map[永久]

13°39′00″N 04°02′00″E / 13.65000°N 4.03333°E